# Charles Power
Charles Frederick Power (* 26. August 1878 in Coonoor im heutigen indischen Bundesstaat Tamil Nadu; † 26. März 1953 in Blandford) war ein irischer Hockeyspieler, der 1908 mit der irischen Nationalmannschaft Olympiazweiter war.
Charles Power spielte als Stürmer für die Three Rock Rovers aus Dublin. Bei den Olympischen Spielen 1908 in London traten insgesamt sechs Mannschaften an, darunter vier britische Teams. In der ersten Runde schieden die beiden nichtbritischen Teams aus, während die walisische Mannschaft und die irische Mannschaft ein Freilos hatten. Diese beiden Mannschaften trafen dann im Halbfinale aufeinander, die Iren siegten mit 3:1, wobei Power das zweite Tor erzielte. Im Finale unterlagen die Iren den Engländern mit 1:8.